# Igelsberg (Freudenstadt)
Igelsberg ist seit 1971 ein Stadtteil von Freudenstadt und liegt im Schwarzwald.
Der Ort ist eine Rodungssiedlung und wurde um 1230 erstmals als Illigsberg urkundlich genannt. Pfalzgraf Rudolf von Tübingen trug seinerzeit den Ort dem Hochstift Straßburg zu Lehen auf. Seit 1381 gehörte Igelsberg zum Klosteramt Reichenbach und kam mit diesem 1595 an Württemberg. Ab 1807 gehörte Igelsberg zum Oberamt Freudenstadt. Am 1. Juli 1971 wurde Igelsberg nach Freudenstadt eingemeindet.
Igelsberg hat knapp 250 Einwohner und ist landwirtschaftlich geprägt. Insbesondere für Kur- und Urlaubsgäste bietet das Dorf mit zahlreichen Pensionen und seit 1890 das Hotel Krone in der Ortsmitte Erholung in der Schwarzwaldumgebung. Der nahegelegene Stausee Nagoldtalsperre bietet die Möglichkeit zum Baden und die erschlossenen Wälder in der Umgebung laden zum Wandern ein.

## Wappen
Das ehemalige Gemeindewappen zeigt auf rotem Untergrund ein aus einem silbernen Dreiberg wachsenden goldenen Abtstab, der zwischen den Wappenschilden des Klosters Reichenbach (in Gold, der rote Kleinbuchstabe r in Fraktur) und der Pfalzgrafen von Tübingen (in Gold, eine dreilätzige rote Fahne).